# Zaverhî, Mostîska
Zaverhî (în ucraineană Заверхи) este un sat în comuna Cerneve din raionul Mostîska, regiunea Liov, Ucraina.

## Demografie
Componența lingvistică a localității Zaverhî
     Ucraineană (100%)
Conform recensământului din 2001, toată populația localității Zaverhî era vorbitoare de ucraineană (100%).